# الکساندروفکا (شهرستان زاویالوفسکی، سرزمین آلتای)
الکساندروفکا (به لاتین: Alexandrovka) یک منطقهٔ مسکونی در روسیه است که در سرزمین آلتای واقع شده‌است.